# Omán a 2011-es úszó-világbajnokságon
Omán a 2011-es úszó-világbajnokságon négy férfi hosszútávúszóval vett részt.

## Hosszútávúszás
Férfi
| Versenyző            | Esemény                             | Döntő     | Döntő    |
| Versenyző            | Esemény                             | Idő       | Helyezés |
| -------------------- | ----------------------------------- | --------- | -------- |
| Aiman Alqasmi        | Férfi 5 kilométeres hosszútávúszás  | 1:02:28.7 | 42       |
| Khalid Alkulaibi     | Férfi 5 kilométeres hosszútávúszás  | 1:02:14.8 | 41       |
| Mussallam Al Khaduri | Férfi 10 kilométeres hosszútávúszás | 2:11:41.2 | 53       |
| Mohammed Alhabsi     | Férfi 10 kilométeres hosszútávúszás | 2:12:25.8 | 56       |